# راکه
راکه، روستایی از توابع بخش مرکزی شهرستان مسجدسلیمان در استان خوزستان ایران است.

## علت نام گذاری
از آن جا که راک در گویش بختیاری معنای تخته سنگ می‌دهد و این روستا بر روی یک تخته سنگ بنا شده است، به آن آبادی راکه یا بنه راکه می‌گویند.

## جمعیت
این روستا در دهستان جهانگیری قرار دارد و براساس سرشماری مرکز آمار ایران در سال ۱۳۸۵، جمعیت آن ۶۲ نفر (۱۲خانوار) بوده است.

## روستای راکه و پناهگاه حیات وحش
این روستا در منطقه حفاظت شده هفت شهیدان واقع شده است که پاسگاه محیط بانی قبله‌ای (قبلهی) بر روی مسیر اصلی این روستا قرار دارد.

## تعارضات مهم منطقه
حفاری و تأسیس چاه گاز در قسمت شمالی این روستا، از جمله تعارضات مهم این مکان و پناهگاه حیات وحش است.

## بافت مردمی و طایفه‌ای
این روستا گرمسیر طایفه کهیش بوده است و طوایف دیگری نظیر پبدنی، منجزی و دیگر طوایف بختیاری در این روستا سکونت داشته‌اند.

## مشاغل ساکنین منطقه
شغل اصلی ساکنین کشاورزی و دامپروری می‌باشد، ولی به علت نزدیکی به شهر، برخی از ساکنین این روستا در خارج از این آبادی مشغول به کارند.

## دسترسی به شهر
این روستا دارای راه آسفالته می‌باشد که فاصله آن تا مرکز شهر مسجدسلیمان (میدان پنج بنگله)، ۲۶ کیلومتر است و در حالت عادی ترافیک، فاصله زمانی ۲۷ دقیقه را در بر می‌گیرد.

## امکانات منطقه‌ای روستا
منازل این روستا دارای برق می‌باشند، فاصله اولین پایگاه اورژانس در منطقه جاده ای دو راه لالی بنا شده است و فاصله مسافتی آن تا ابتدای روستا ۹/۳ کیلومتر می‌باشد که در حالت ترافیک عادی در طی ۱۰ دقیقه قابل پیمودن است.